# André Giroux (malíř)
André Giroux (30. dubna 1801, Paříž – 18. listopadu 1879) byl francouzský fotograf a malíř. Jeho obrazy byly převážně krajinářské a žánrové, z nichž jeden visí v Metropolitním muzeu umění. Zejména restauroval několik žánrových obrazů středověkých ruin a trubadúrů. Giroux byl také dobře zavedeným obchodníkem s uměním a vzdal se malování, aby propagoval své obchodní prodeje kuriozit. Girouxovo dílo rozebírá Steven Adams z University of Leeds ve své doktorské práci z roku 2003. 

## Životopis
Narodil se v Paříži a byl synem Françoa-Simona-Alphonse Girouxe, výrobce fotografického vybavení pro Louise-Jacqua-Mandé Daguerra. Od roku 1821 navštěvoval École des Beaux-Arts a byl studentem malíře Jacqua-Louise Davida.
Byl také známý používáním techniky klišé-verre.

## Ocenění
- Prix de Rome en Paysage Historique – 1825, vítěz (s Chasse de Méléagrem )
- Čestná legie – 1870, Chevalier

## Galerie

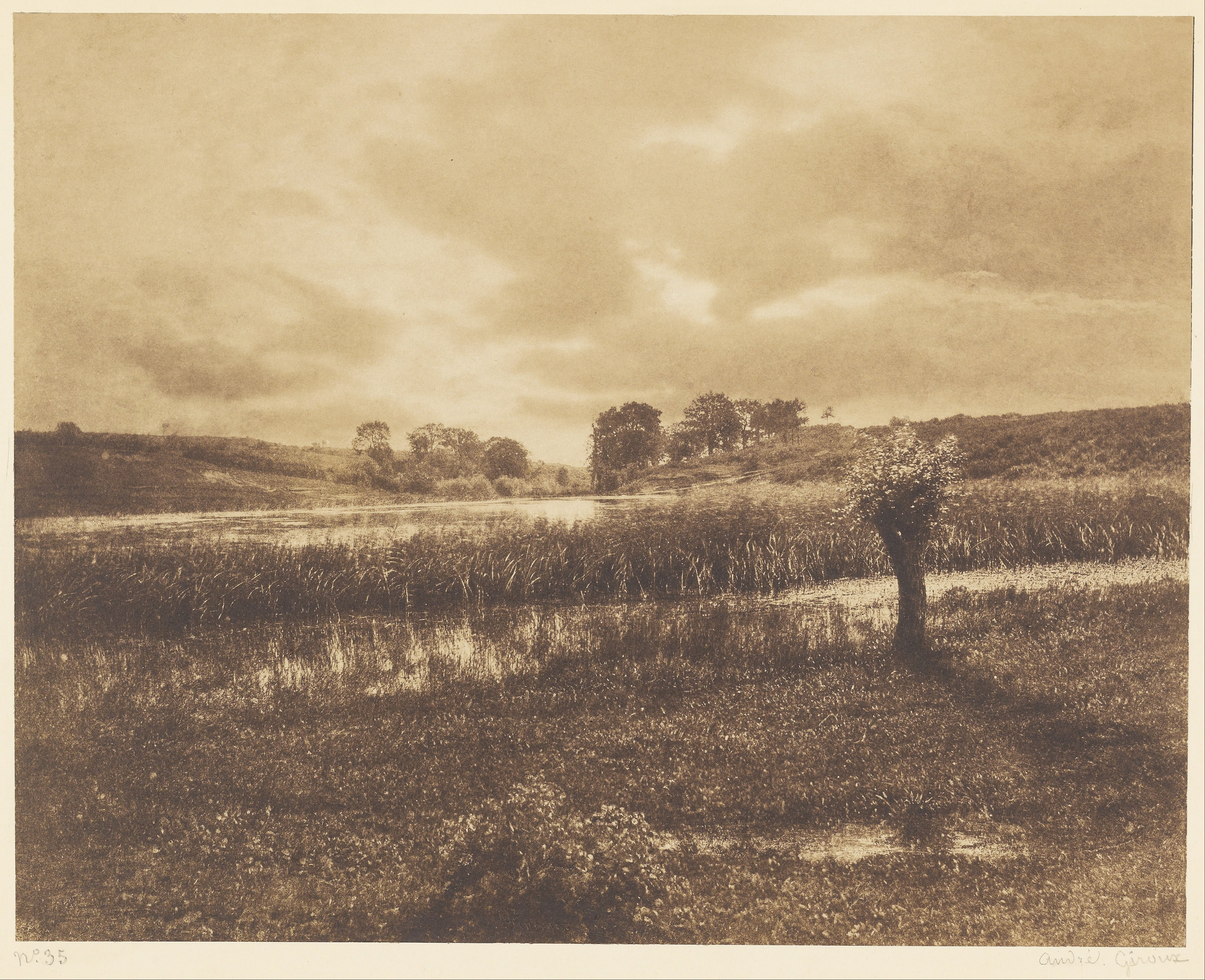
The Ponds at Optevoz, Rhône
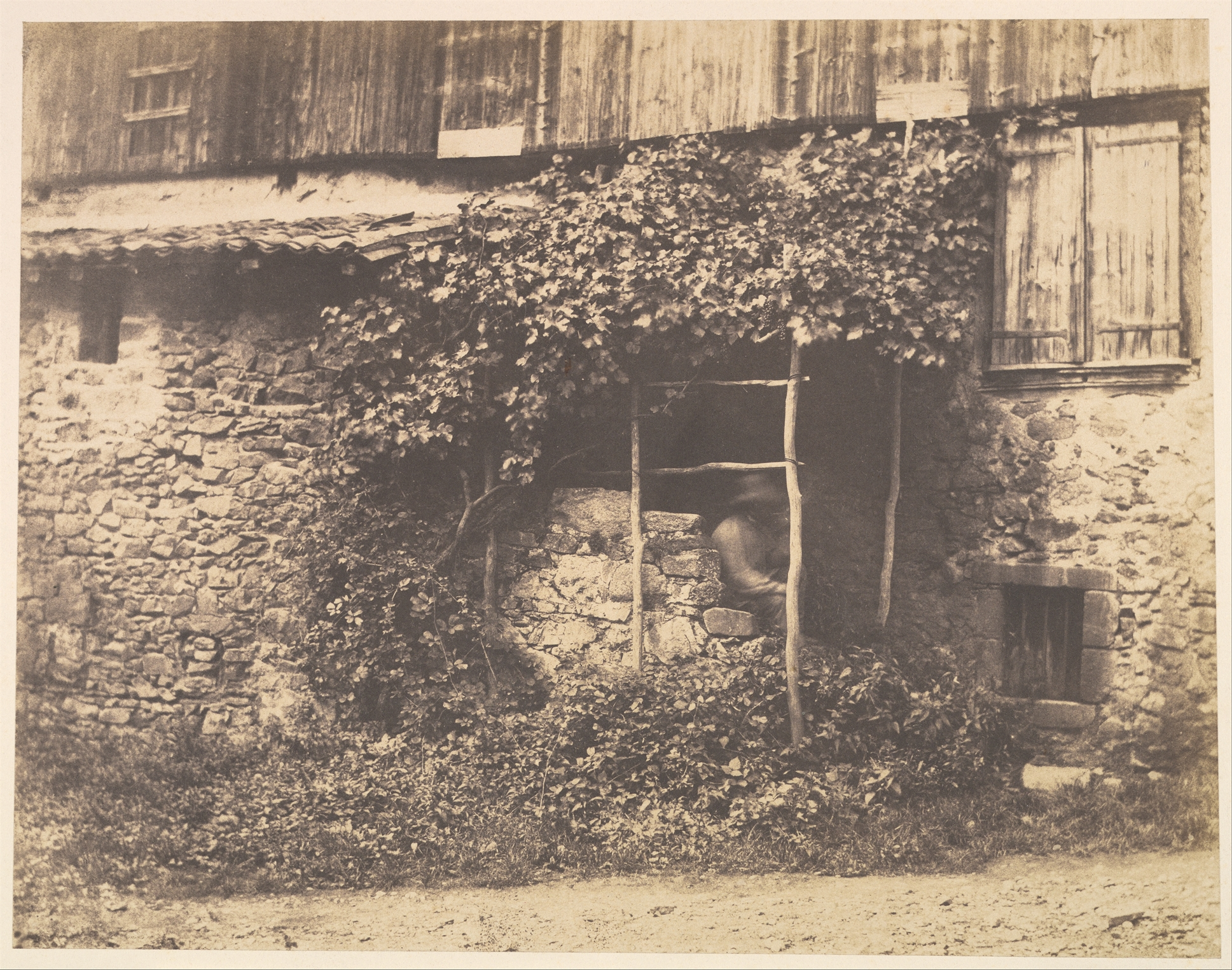
Rustic Building with Man under Trellis
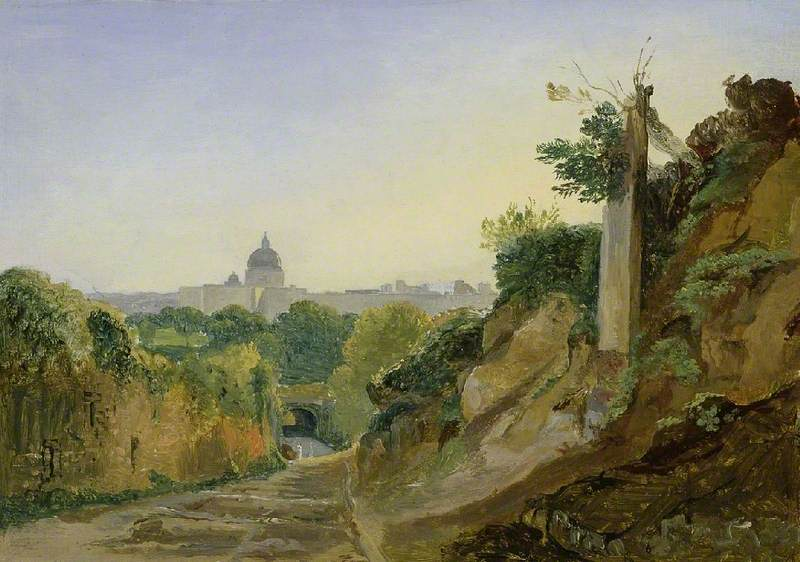
A View of Rome, Fitzwilliam Museum
Cliffs at Capeluc, Lozère by Giroux
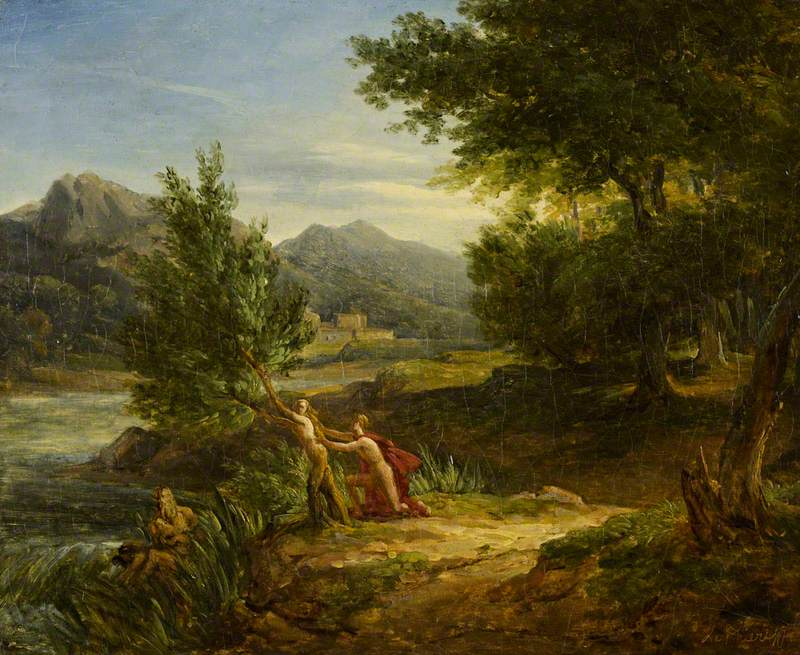
Apollo and Daphne, National Galleries of Scotland
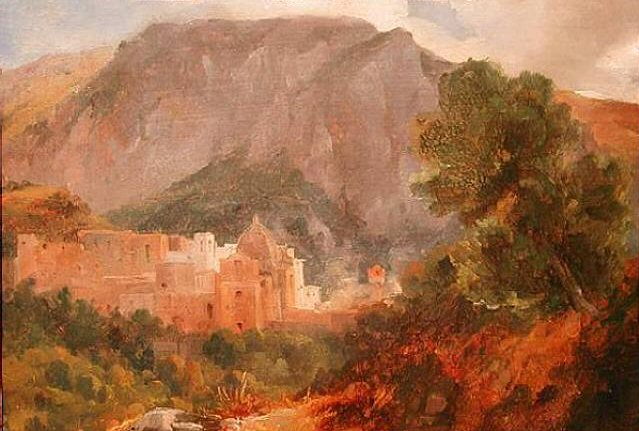
Vue de Capri
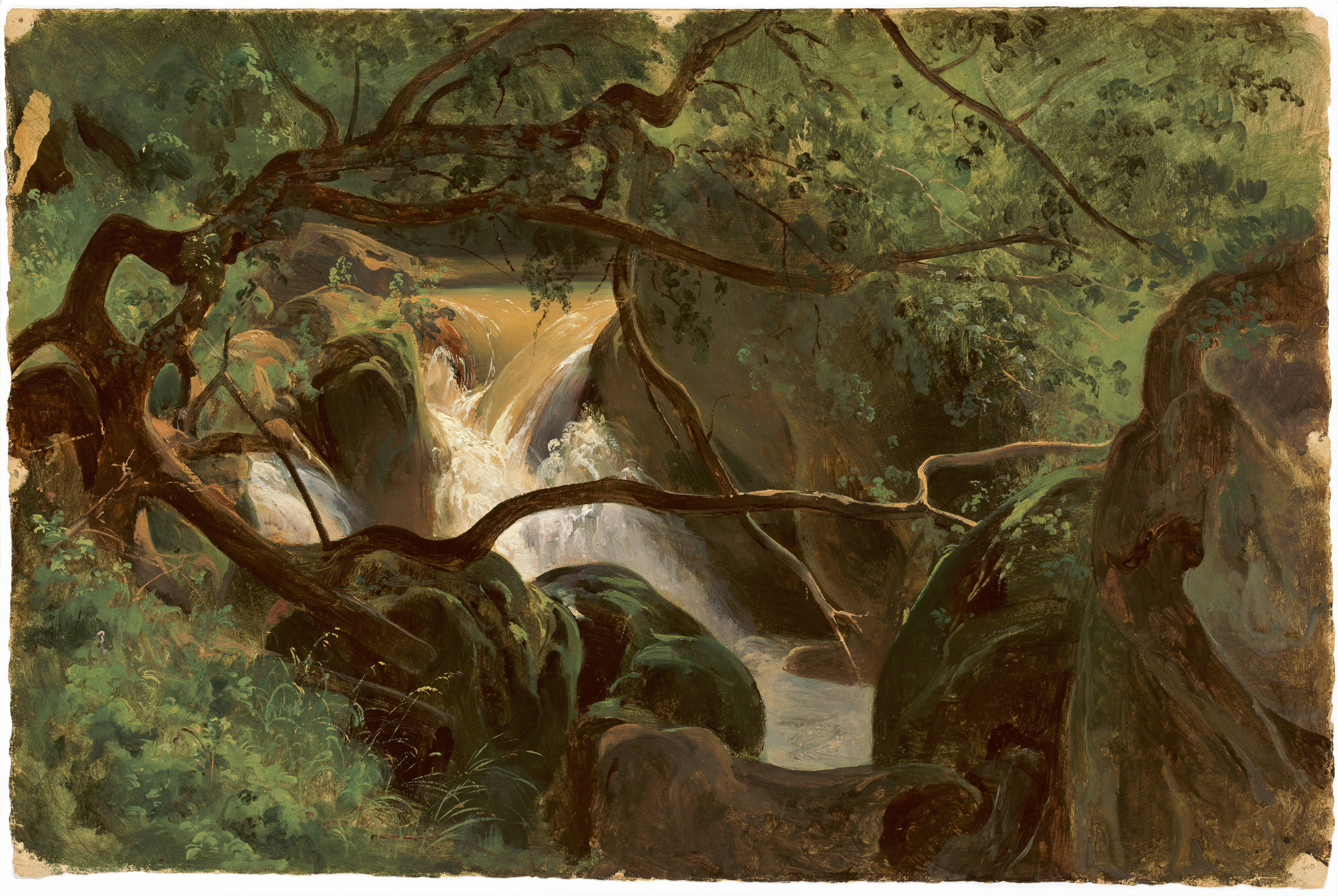
Forest Interior with a Waterfall, Papigno, 1825-1830
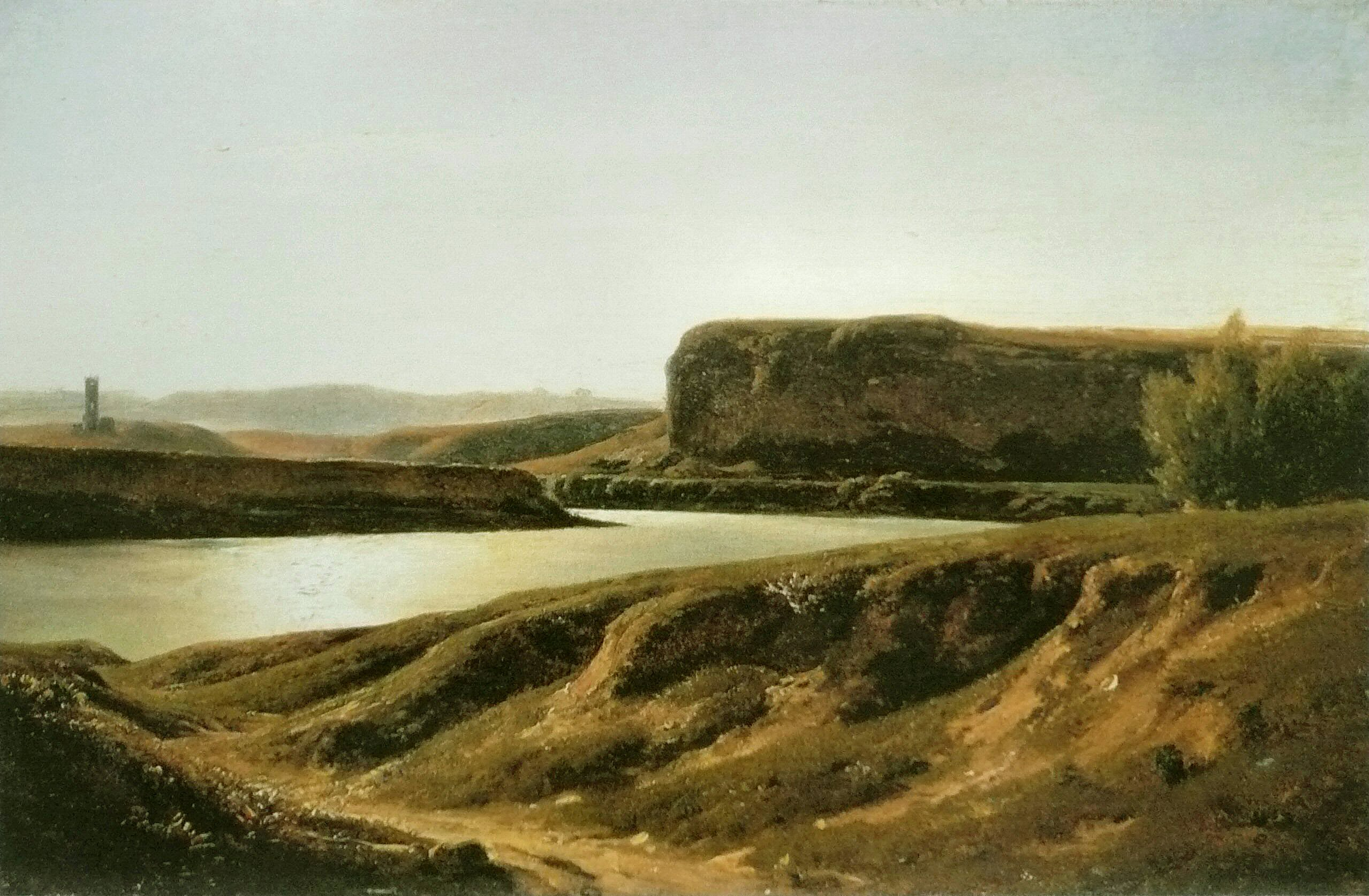
Vue du Tibre avec la Torre di Quinto